# Menabe

Die Region Menabe liegt im Westen Madagaskars

Menabe ist eine der 22 Regionen Madagaskars. Es gehört zur (alten) Provinz  Toliara im Westen der Insel und liegt an der Straße von Mosambik. Im Jahr 2004 lebten 390.800 Einwohner in der Region.

## Geographie
Die Region Menabe hat eine Fläche von 46.121 km². Hauptstadt ist Morondava. In der Region befinden sich u. a. der Nationalpark Kirindy-Mitea und die Baobaballee.

## Verwaltungsgliederung
Die Region Menabe ist in 5 Distrikte aufgeteilt:
- Belo sur Tsiribihina
- Mahabo
- Manja
- Miandrivazo
- Morondava